# Рорау
Рорау (нім. Rohrau) — торгова громада федеральної землі Нижня Австрія. Розташована у 15 кілометрах на північний захід від Хайнбургу, входить до складу округу Брук-ан-дер-Лайта.

## Історія
До римлян ці землі належали до кельтського Норика. Опісля завоювання - частина римської Паннонії: Рорау розташовувався неподалік від Карнунту. У XVI столітті Рорау отримав право влаштувати ринок ставши Ринковим містом. На початку XVIII ст. поселення зазнавало неодноразових нападів куруців.

## Видатні особистості
- Міхаель Гайдн
- Йозеф Гайдн

1. 1 2  archINFORM — 1994.